# Stylinodon

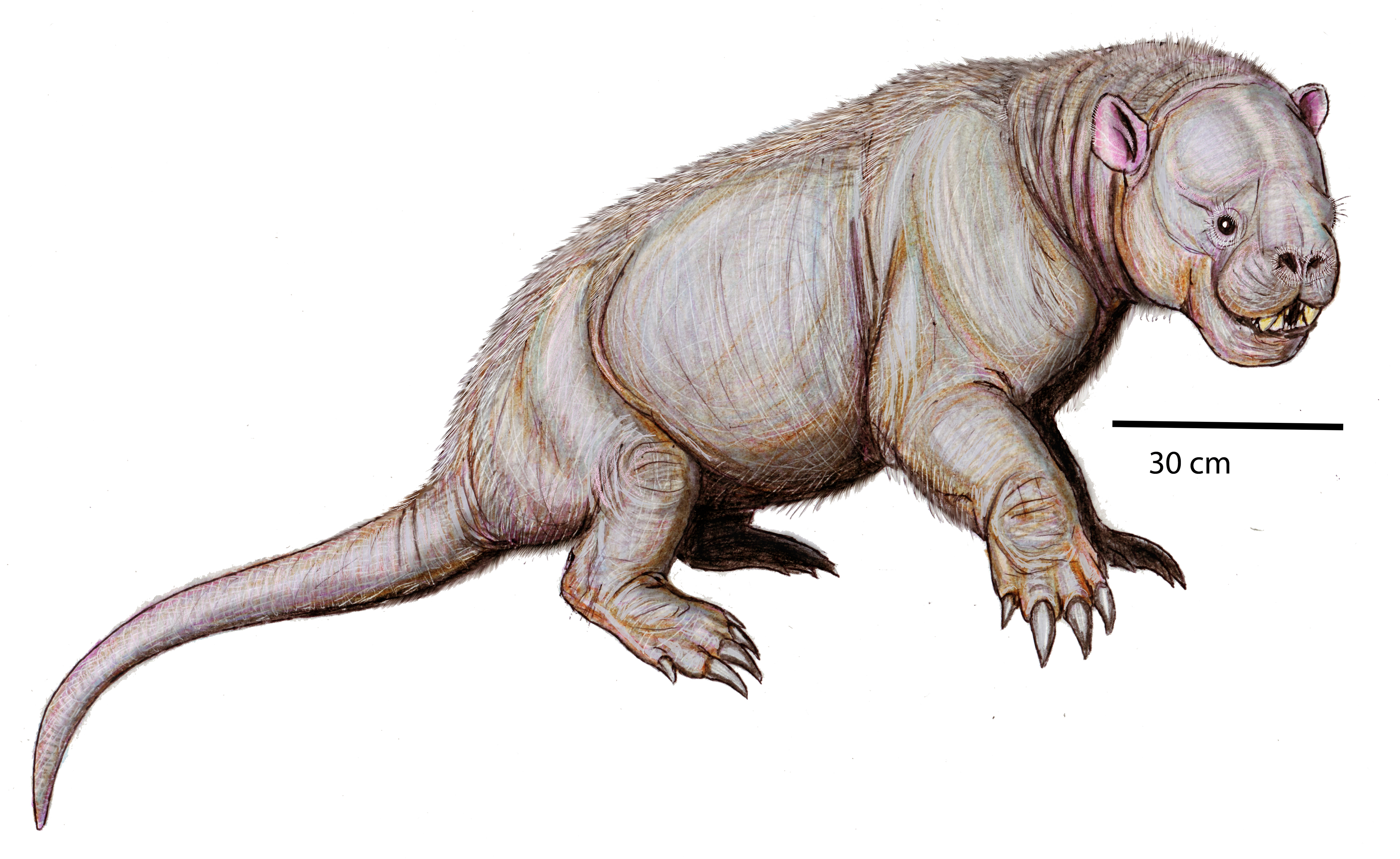
Реставрація S. mirus

Stylinodon — це вимерлий рід теніодонтових ссавців, найвідоміший і останній рід теніодонтів, який жив близько 45 мільйонів років тому в середньому еоцені в Північній Америці. Череп свідчить про те, що у нього була дуже коротка морда. Stylinodon досягали маси тіла до 80 кілограмів. Його ікла перетворилися на величезні, схожі на різці, безкорінні зуби. Моляри стилінодонів були вкриті емаллю і продовжували рости протягом усього життя. Швидше за все, тварини харчувалася грубими корінням і бульбами.